# ガブリエル・ガルシア
ガブリエル・デ・ヘイスース・ガルシア（Gabriel de Jesus Garcia、1989年5月11日 - ）は、ベネズエラ・ミランダ州出身のプロ野球選手（投手）。メキシカンリーグのティフアナ・ブルズ所属。左投左打。

## 経歴

### アストロズ傘下時代
2007年、アマチュアFAでヒューストン・アストロズと契約。
2008年まで、ベネズエラン・サマーリーグのアストロズ・ルーキー級でプレーした。
2009年に渡米し、ルーキー級グリーンビル・アストロズに所属したが、8月19日にドーピング検査で筋肉増強剤の一種、アナボリックステロイドであるナンドロロンの陽性反応を示し、50試合の出場停止処分を科せられた。オフには、母国ベネズエラのベネズエラン・ウィンターリーグでプレーしている（ナベガンテス・デル・マガリャーネス所属 ）。以降、毎年オフには帰国して同リーグに参加している。
2012年限りで退団した。

### 独立リーグ時代
2013年は、6月下旬からユナイテッドリーグ・ベースボールのテキサス・サンダー、7月中旬からはアメリカン・アソシエーションのグランドプレーリー・エアーホッグスと、2球団を渡り歩いた。
2014年、パシフィック・アソシエーションのソノマ・ストンパーズでプレー。
2015年は再びアメリカン・アソシエーションに戻り、ジョプリン・ブラスターズに所属。
2016年、四国アイランドリーグplusの徳島インディゴソックスに入団。2016年前期は9試合に登板し、7勝1敗、防御率1.31の成績（前期リーグの最多勝・最優秀防御率）を残した。その後リーグでは規定投球回数以上でガルシアを上回る防御率の選手が現れず、途中退団にもかかわらず最優秀防御率のタイトルを獲得した。

### 読売ジャイアンツ時代
前期終了後の2016年6月3日より読売ジャイアンツ3軍の練習に合流し、6月9日に読売ジャイアンツと支配下登録での契約が発表された。すでに巨人には同姓のホセ・ガルシアがいたため、登録名は「ガブリエル」となった。巨人3軍キャンプ合流時のインタビューでは「制球力が売り。一日でも早く契約してもらえるよう頑張りたい」と語り、またツイッターでは、「偉大なチームに入れてうれしい。」と述べていた。しかし一軍登板はなく、シーズン終了後の12月2日、自由契約公示された。

### 巨人退団後
その後は主にメキシカンリーグでプレーしている。

## 詳細情報

### 年度別投手成績
- 一軍公式戦出場なし

### 背番号
- 28 （2016年）